# Andreas Franckenberger
Andreas Franckenberger auch: Frankenberger (* 1536 in Meiningen; † 17. Januar 1590 in Wittenberg) war ein deutscher Historiker und Rhetoriker.

## Leben
Über Franckenbergers Herkunft und ersten Bildungsgang ist nichts bekannt. Er immatrikulierte sich am 25. Juli 1555 an der Universität Wittenberg, wo er ein Schüler Philipp Melanchthons wurde. Nachdem er sich am 23. August 1565 den akademischen Grad eines Magisters der Philosophie erworben hatte, wurde er 1567 zum Rektor der Danziger Partikularschule (Gymnasium) berufen. Hier machte er sich als Autor einiger Werke einen Namen. Daher beschloss man an der Wittenberger Hochschule ihn am 18. Oktober 1579 die Professur der Rhetorik der Rhetorik zu übertragen. Zudem erhielt er 20. Juni 1580 den Lehrstuhl der Geschichte, welche Aufgabe er ab 1588 allein versah. Franckenberger stand in der Tradition Melanchthons, dessen geschichtliche Arbeiten Bestandteil seines Lehrplans waren. Im Wintersemester 1581 war er zudem Dekan der philosophischen Fakultät.
Aus seiner Ehe mit der aus Danzig stammenden Frau Barbara Böckelmann, kennt man drei Söhne. Andreas Franckenberger (* Danzig), Georg Franckenberger (* 7. Dezember 1581 in Wittenberg) und den späteren Professor Reinhold Franckenberger.

## Werke
- De His Propositionibvs Disputabit Deo iuuante Andreas Franckenberger Rector Gymnasij [...]. Danzig 1567
- Oratio II de arte poetica, et de Alexandro Severo. Danzig 1568
- Constitutio nova gymnasii Dantiscani ad nobilem Dominum Constantinum Ferberum, Burggrauium ac Proconsulem inclytae Reipub. Dantiscanae. et prudentissimum virum Dominum Augrustinum Wilnerum Senatorem in eadem Republica, Praefectos Gymnasij scripta. Rhode, Danzig 1568. (Digitalisat)
- Norma Enarrandi, Ac Penitius inscipiendi duos grauissimos Oratores, Demosthenem, & huius æmulum, M. T. Ciceronem : in qua controuersia nostro seculo a viris magnis agitata discutitur, vna cum commentatione luculenta in orationem Ciceronis pro lege Manilia. Danzig 1570
- Disputatio De Lectione Veterum Scriptorum Ecclesiasticorum Contra Iesuitas, qui Patres dignitate cum consensu Bibliorum exaequare conantur, instituta publice duabus vicibus in Gymnasio Dantiscano ... Welack, Wittenberg 1577 (Online)
- Comment. De dignitate et amplitudine Hist. Propheticae, cui in fine subjectae sunt Dispp. III contra Jesuitas, Gedani habitae. Wittenberg
- De amplitudine et excellenti historiae Propheticae dignitate. Wittenberg 1580 (Online)
- Orationes de comparanda dicendi facultate, de enarrando Domosthene, Isocrate, Cicerone & causis aliis, quae studiosis optimarum artium lectu frugiferae ac fructuosae futurae sunt. Wittenberg 1580
- Institutionum antiquitatis et historiarum pars prima. Wittenberg 1586
- Oratio in honorem Domini  Philippi Melanthonis de magnitudine rerum diuinarum & politicarum, quae in Chronico eius continentur, Scripta et publicè habita VVitebergae A M. ANDREA FRANCKENBERGERO, Antiquitatis & Histo-riarum Professore. Wittenberg 1589